# (2045) Peking
(2045) Peking ist ein Asteroid des Hauptgürtels, der am 8. Oktober 1964 am Purple-Mountain-Observatorium in Nanjing entdeckt wurde.
Der Name des Asteroiden ist von der chinesischen Hauptstadt Peking abgeleitet.